# Malice in Wonderland
A Malice in Wonderland Snoop Dogg rapper tizedik, 2009. december 8-án megjelenő stúdióalbuma. Snoop bejelentette, hogy ezen az albumon ismét hallható lesz jó barátja, Parrell Williams, Dr. Dre és mások. Az album kiadója ezúttal az MTV. Snoop a „Dogg After Dark” műsorával került kapcsolatba az MTV-vel, amit a csatornán vetítenek. Másik kiadó Snoop saját kiadója, a Doggystyle Records.

## Bejelentett számok listája
| # | Cím                      | Prodeucer(ek)              | Közreműködnek | Idő  |
| - | ------------------------ | -------------------------- | ------------- | ---- |
| 1 | "Back Then Give Up"      | The Neptunes               |               | ?    |
| 2 | "Snoop Dogg Millionaire" | Wild Animals, Chase&Status | Tanvi Shah    | 5:05 |
| 3 | "Let it Rain"            | Scott Stroch               |               | 5:03 |
| 4 | "Grown Man"              |                            |               | ?    |

## Snoop Dogg Millionaire
Snoop Dogg a honlapjára kirakta a szám linkjét, hogy mindenki letöltse, kapjon ízelítőt a megjelenő albumból.
A Gettómilliomos (Slumdog Millionaire) megihlette Snoopot.
A számban közreműködik az Oscar-díj nyertes Tanvi Shah.